# 延伸原理
延伸原理是非标准分析中的基本原理之一。

## 延伸原理
1. 实数集是超实数集的一个子集，实数中的序关系x＜y是超实数中序关系的一个子集。
2. 存在一个超实数大于零而小于一切正实数。
3. 对于每一个实函数f，可以给出一个与之对应的、变量数量相等的超实数函数f*，f*叫做f的自然延伸。

## 解释
第一条：实数是超实数的一部分。
第二条：至少有一个正无穷小（实际上有无穷多个正无穷小）。无穷小（非零）不是实数而是一个超实数。第二条保证了不是实数的超实数的存在。
第三条：允许实函数在超实数中的应用。例如多元函数“+”（加法）可以自然地推广到超实数变为超实数中的加法“+*”，
我们便可以定义加法的自然延伸为超实数的和。同理，减法、乘法或除法都可以这样定义。但为了简便起见，通常在不引起误会的情况下略去上标（“*”）。

其他的函数例如指数函数、对数函数或三角函数都可以通过自然延伸推广到超实数中。